# Mad Shadows
Mad Shadows je druhé studiové album anglické glam a hard rockové hudební skupiny Mott the Hoople, vydané v roce 1970 u Island Records.

## Seznam skladeb
Všechny skladby napsal Ian Hunter pokud není uvedeno jinak.
1. "Thunderbuck Ram" (Mick Ralphs) – 4:50
2. "No Wheels To Ride" – 5:50
3. "You Are One Of Us" – 2:26
4. "Walkin' With A Mountain" – 3:49
5. "I Can Feel" – 7:13
6. "Threads Of Iron" (Ralphs) – 5:12
7. "When My Mind's Gone" – 6:31

### Bonusy na CD reedici (2003)
1. "It Would Be A Pleasure" (Ralphs) – 1:50
2. "How Long? (Death May Be Your Santa Claus)" (Hunter, Verden Allen) – 3:54

## Personnel
- Ian Hunter – zpěv, kytara, klávesy
- Pete "Overend" Watts – baskytara
- Mick Ralphs – kytara, zpěv
- Dale Griffin – bicí

&
- Guy Stevens – piáno